# Sommer-Paralympics 2024/Teilnehmer (Aruba)
| stlisierte Goldmedaille | stlisierte Silbermedaille | stlisierte Bronzemedaille |
| ----------------------- | ------------------------- | ------------------------- |
| —                       | —                         | —                         |

Aruba entsandte für die Paralympischen Spiele 2024 in Paris einen Athleten.

## Teilnehmer

### Taekwondo
| Athlet                 | Wettbewerb    | Rang |
| ---------------------- | ------------- | ---- |
| Männer                 |               |      |
| Elliott Andre Loonstra | K44 bis 80 kg | 9    |